# هوکایدو الکتریک
هوکایدو الکتریک (انگلیسی: Hokkaido Electric Power Company) شرکت برق ژاپنی است، که در سال ۱۹۵۱ تأسیس شد.